# Santa Magdalena del Toscar
Santa Magdalena del Toscar és una ermita d'Alfara de Carles inclosa a l'Inventari del Patrimoni Arquitectònic de Catalunya.

## Descripció
L'ermita és un petit edifici rectangular de maçoneria, amb façana arrebossada. Presenta quatre obertures laterals i una frontal, en forma circular, a sobre la porta. Els ràfecs laterals són de maó i esglaonats. La coberta és de teula a dues vessants, rematada per una petita espadanya en forma d'arc de mig punt. A l'interior hi ha una cornisa elevada de la que arrenca la volta de creuer.

## Història
L'edifici és situat a la zona de Toscà, amb la Font del Toscà tocant, que era centre d'una zona de xalets de mitja muntanya. Reconstruïda el segle xix, propietat del capítol de la seu tortosina, comptava amb un edifici per a estiuejants a inicis de segle xx. Encara hi ha restes d'una masada amb grans murs a prop, en ruïnes. Junt amb el Mascà, són els dos centres tradicionals i històrics d'estiueig i de l'excursionisme d'aquestes muntanyes, els ports. Una nota de "Els Castells Catalans", pàg.526 diu: <El Diccionario Madoz s'hi refereix el 1846: "...hay una ermita, en el día casi derruida bajo la advocación de Sª Mª Magdalena, donde solian celebrarse los oficios divinos, cuando los canónigos de Tortosa pasaban allí las temporadas de estío">.